# Алупкинский парк
Алу́пкинский парк (также известен как Воронцо́вский парк) — парк на территории Алупки (Большая Ялта). Памятник садово-паркового искусства, основан в первой половине XIX века под руководством немецкого садовника Карла Кебаха. Составляет единый ансамбль с Воронцовским дворцом.

## Описание
Площадь парка около 40 га. На его территории насчитывается около 200 видов, разновидностей и садовых форм экзотических деревьев и кустарников. Акклиматизировано множество растений стран Средиземноморья, Северной и Южной Америки, Восточной Азии. В парке произрастают магнолия крупноцветковая, платан восточный, дуб каменный, сосна итальянская, земляничник мелкоплодный, земляничник крупноплодный, калина лавролистная, пальмы, лавр благородный, кипарис вечнозелёный, маслина европейская, секвойядендрон гигантский, араукария чилийская, магнолия Суланжа.
Парк разбит в пейзажном (ландшафтном стиле), который не искажает, а дополняет природу, по принципу амфитеатра, в основании которого лежит «Чайный домик» на берегу моря. Прибрежным шоссе, соединяющим Ялту с Симеизом, парк делится на Верхний и Нижний.
Достопримечательности Верхнего парка:
- Лунный камень;
- Малый и Большой Хаосы;
- Форельное, Зеркальное и Лебединое озёра;
- Платановая, Солнечная, Контрастная и Каштановая поляны;
- фонтан «Трильби» — построен в 1829 году, происхождение названия достоверно не известно; согласно одной версии назван в память любимой собаки графа Воронцова, согласно другой — в честь доброго домашнего духа из рассказа Шарля Нодье.

Достопримечательности Нижнего парка:
- «Фонтан слёз» — вариант Бахчисарайского фонтана;
- Фонтан «Раковина»;
- Источники «Кошачий глаз» и «Чайный домик»;
- Скала И. К. Айвазовского;
- Львиная терраса — терраса, примыкающая к южной стороне Воронцовского дворца, на которой расположены три пары львов: спящие, пробуждающиеся и бодрствующие. Скульптуры выполнены из белого карракского мрамора в мастерской В. Боннани.

## Фотогалерея

Информационная доска
Вид с территории дворца на парк и гору Ай-Петри
«Большой каменный хаос»
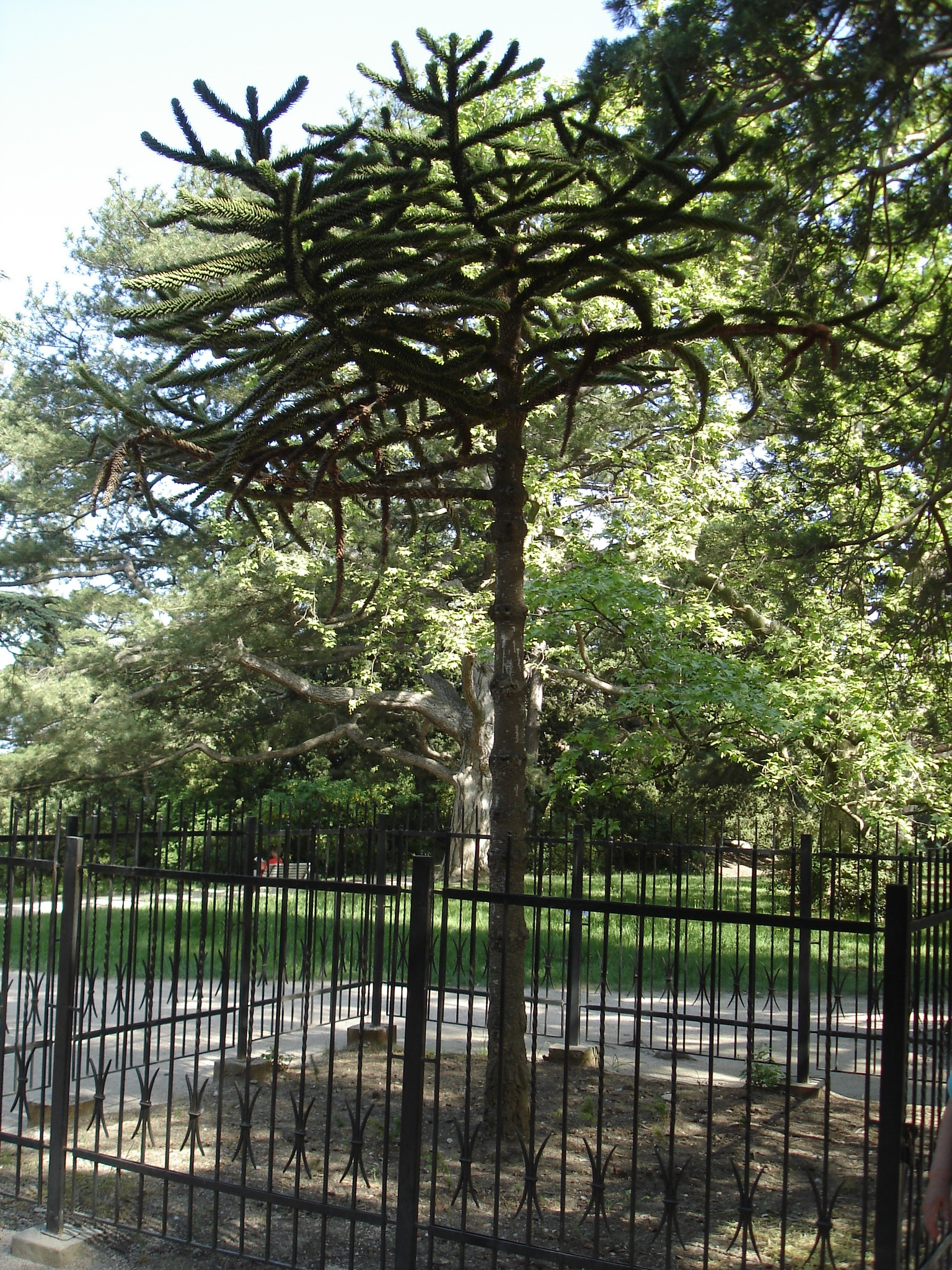
Чилийская араукария
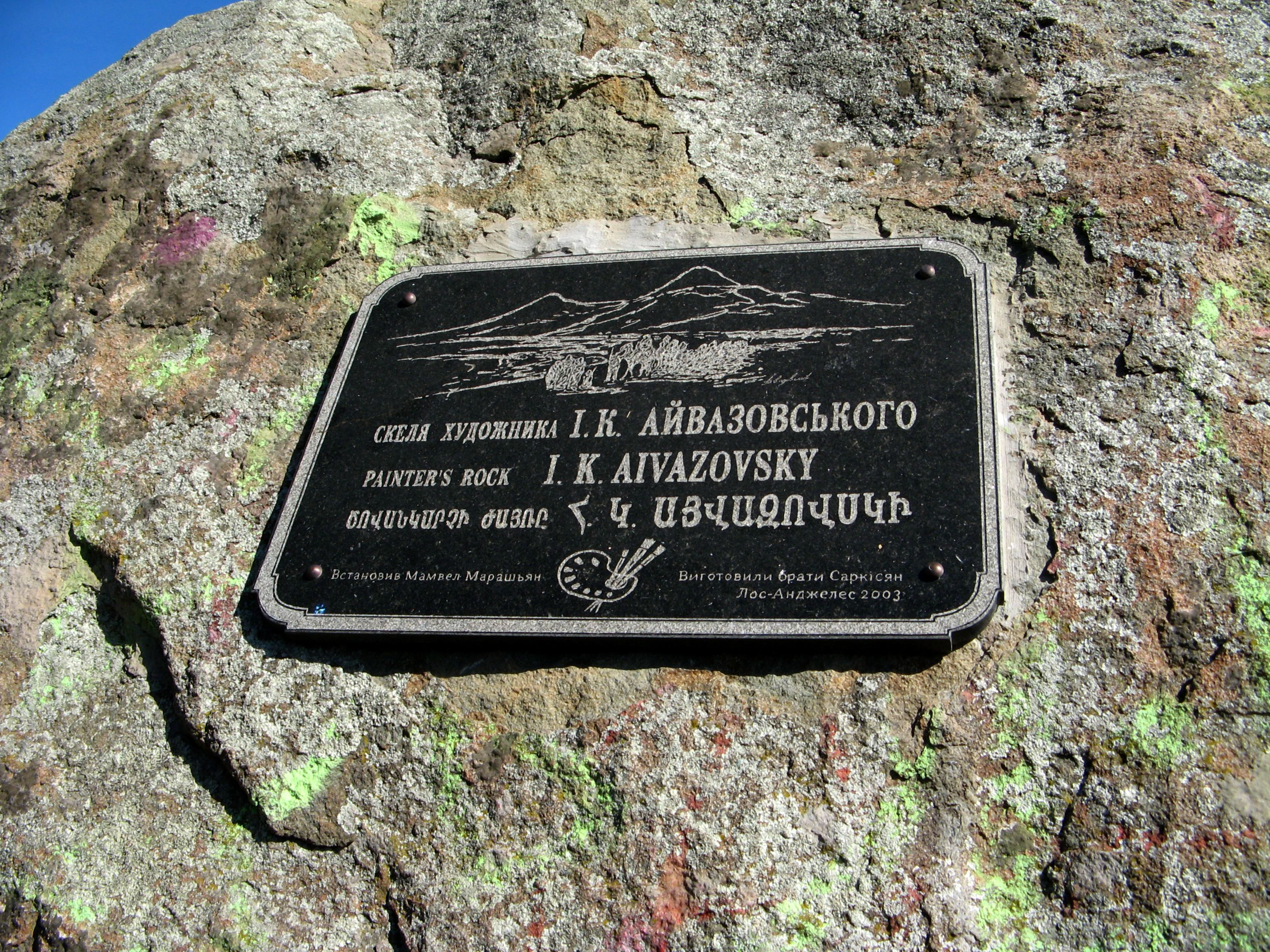
Скала Айвазовского, памятная табличка
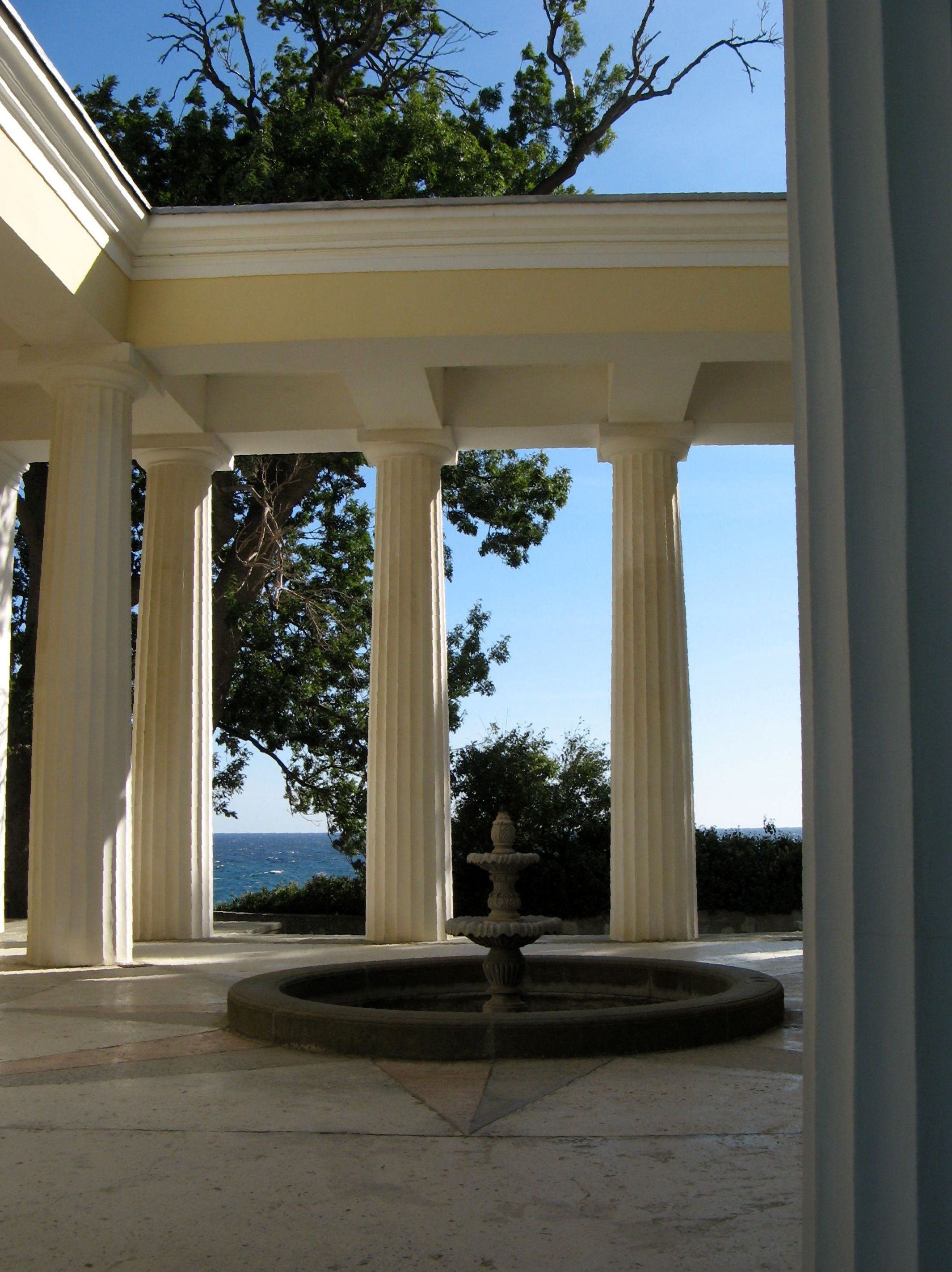
Нижний парк. Источник в Чайном домике
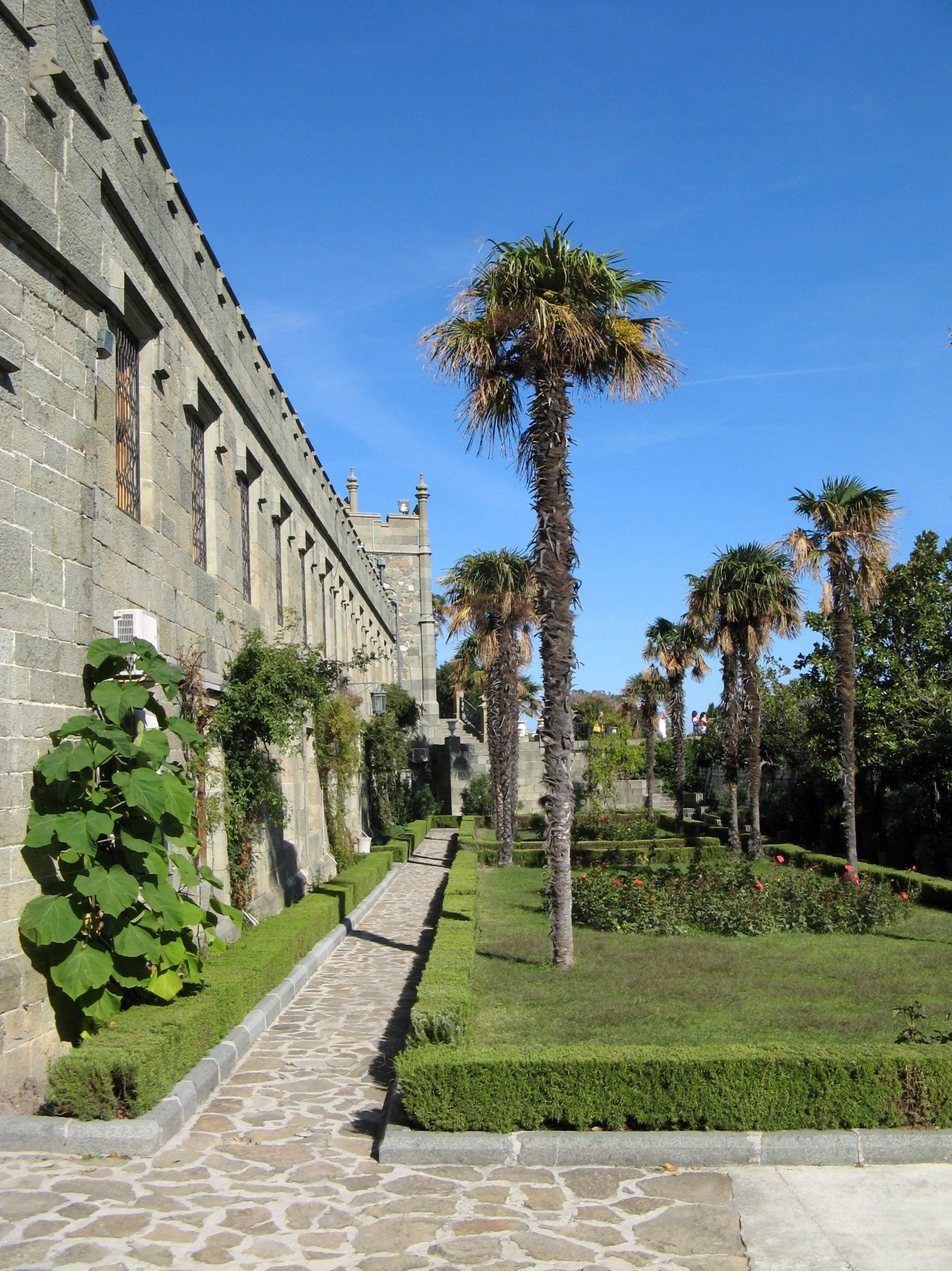
Пальмы у Шуваловского корпуса дворца
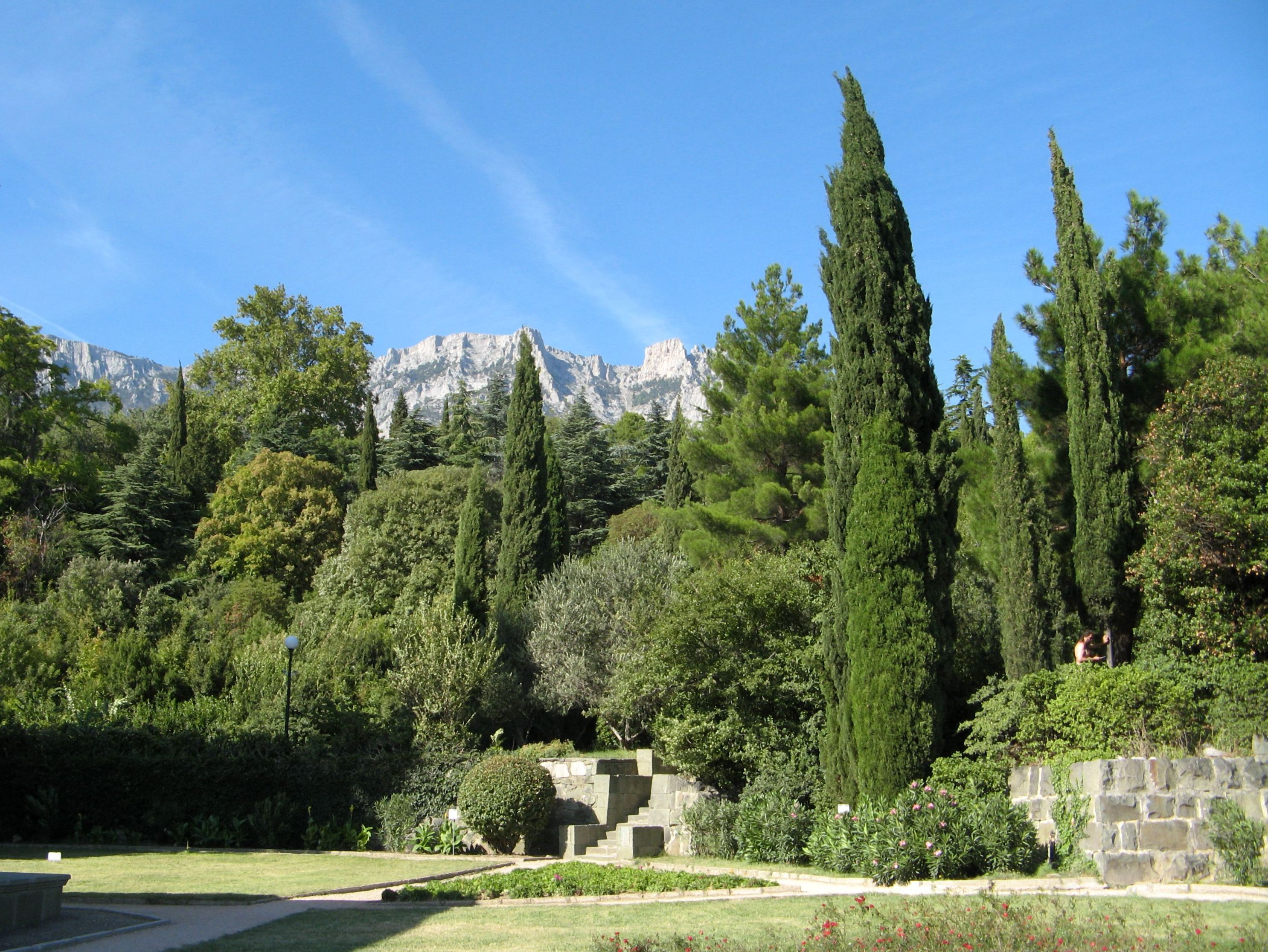
Нижний парк
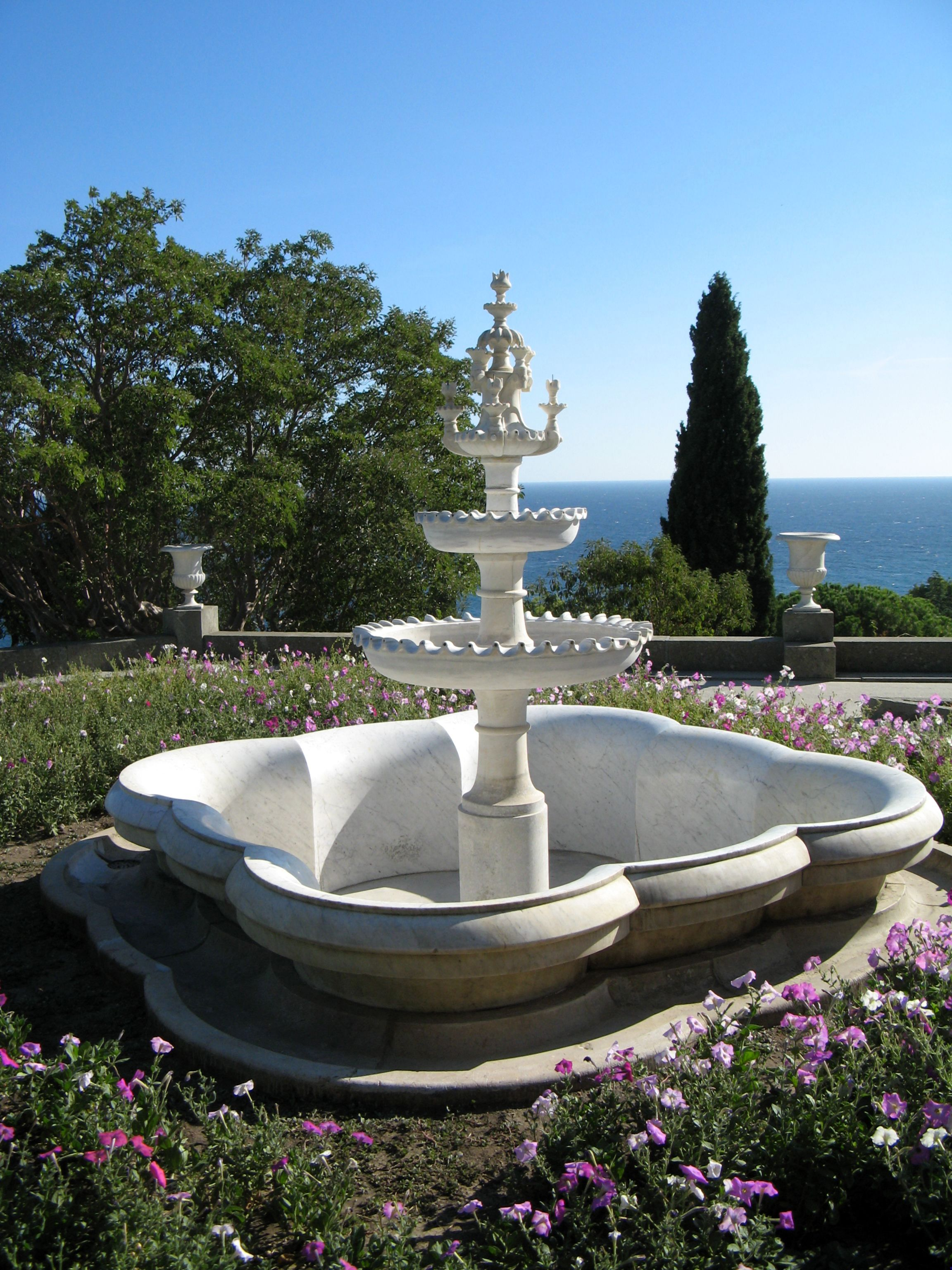
Нижний парк. Южные террасы. Чашеобразный каскадный фонтан
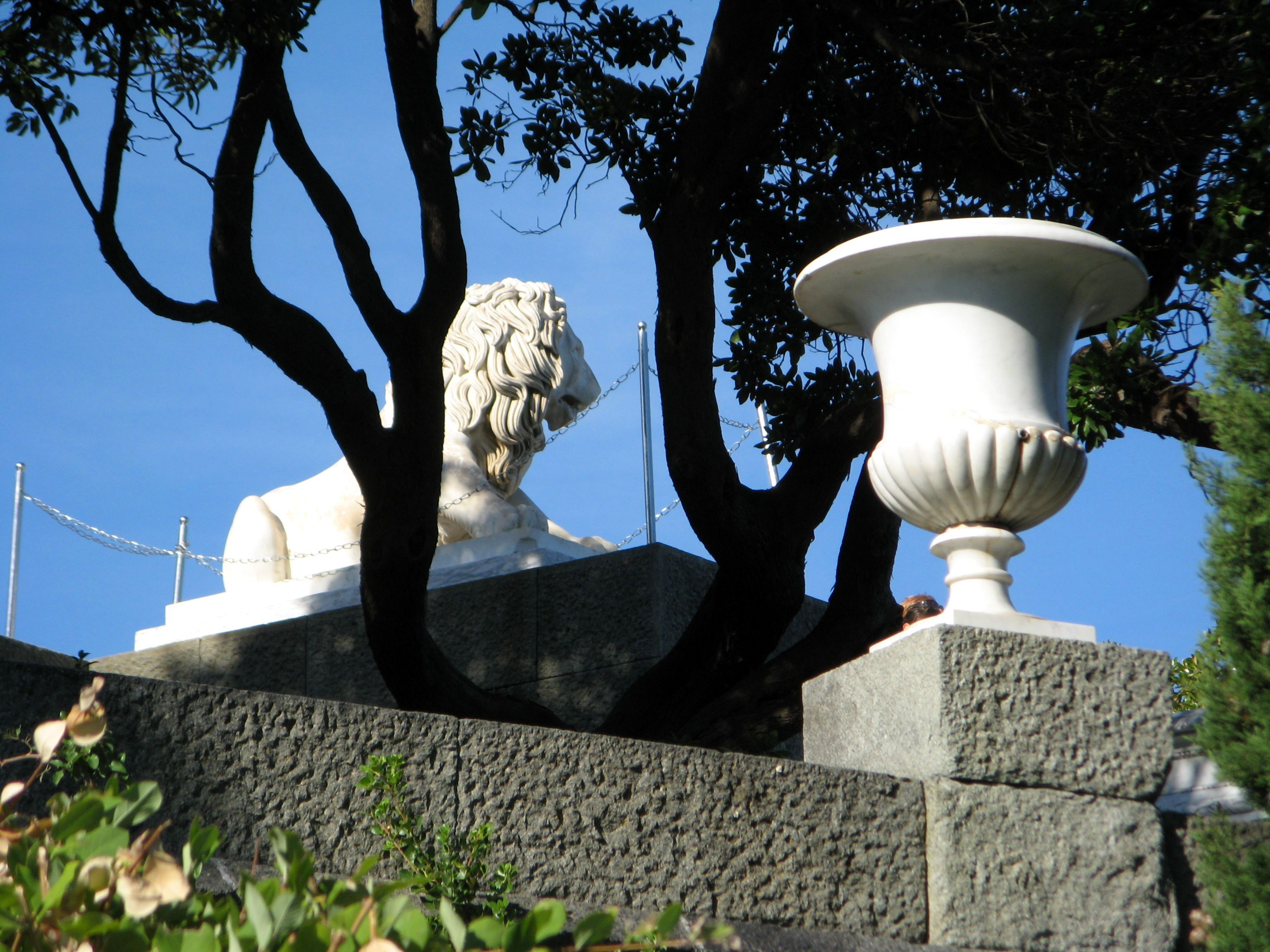
Нижний парк. Львиная терраса